# سپیده (نام)
سپیده نامی برای زنان به معنی سحرگاه است. افراد شاخص با این نام از این قرارند:
- سپیده (خواننده)، خواننده ایرانی‌تبار آمریکایی موسیقی پاپ و راک
- سپیده، بازیگر قدیمی با نام اصلی نسرین کهزک
- سپیده کاشانی، شاعر و ترانه‌سرا
- سپیده عبدالوهاب، تدوینگر ایرانی